# Mercedes-Benz M271 (двигатель)

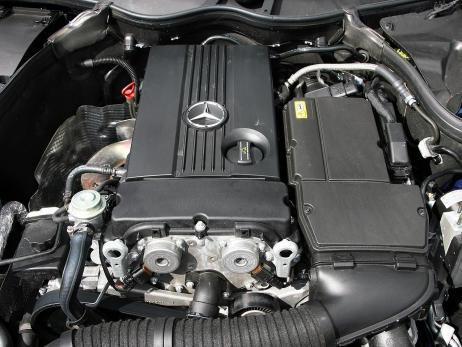
Двигатель M271

Mercedes-Benz M271 (коды 271.8XX, 271.9XX) — семейство рядных четырёхцилиндровых поршневых двигателей внутреннего сгорания, работающих на бензине или природном газе и разработанных компанией Mercedes-Benz в 2002 году. Пришло на замену Mercedes-Benz M111. Производство было налажeно исключительно на заводе в Штутгарте, Германия.
Всё семейство двигателей оснащено литыми алюминиевыми блоками двигателя и DOHC головками цилиндра с 4 клапанами на цилиндр и изменяемыми фазами газораспределения. Устанавливались на легковые автомобили C- (W203), SLK-, CLK- и E-классов, а также в Mercedes-Benz Sprinter (W906).

## История
Семейство двигателей Mercedes-Benz M271 было разработано в 2002 году и впервые было установлено на автомобили C-класса (W203). Первым в семействе стал двигатель версии KE18 ML, за ним в 2003 году последовал вариант DE18 ML. Новые силовые агрегаты отличались от M111 улучшенными показателями расхода топлива, плавности работы, повышенными характеристиками мощности и крутящего момента, а также облегчённой на 18 кг конструкцией.
В 2008 году компания представила модификацию с уменьшенным рабочим объёмом KE16 ML.
В 2009 году вышел последний представитель семейства под названием DE18 AL (он же M271 EVO), оснащённый турбонагнетателем. До середины 2010 года данный двигатель был доступен только в сочетании с 5-ступенчатой автоматической коробкой передач (5G-Tronic), позже стала возможной установка 6-ступенчатой механической коробки передач.

## Описание

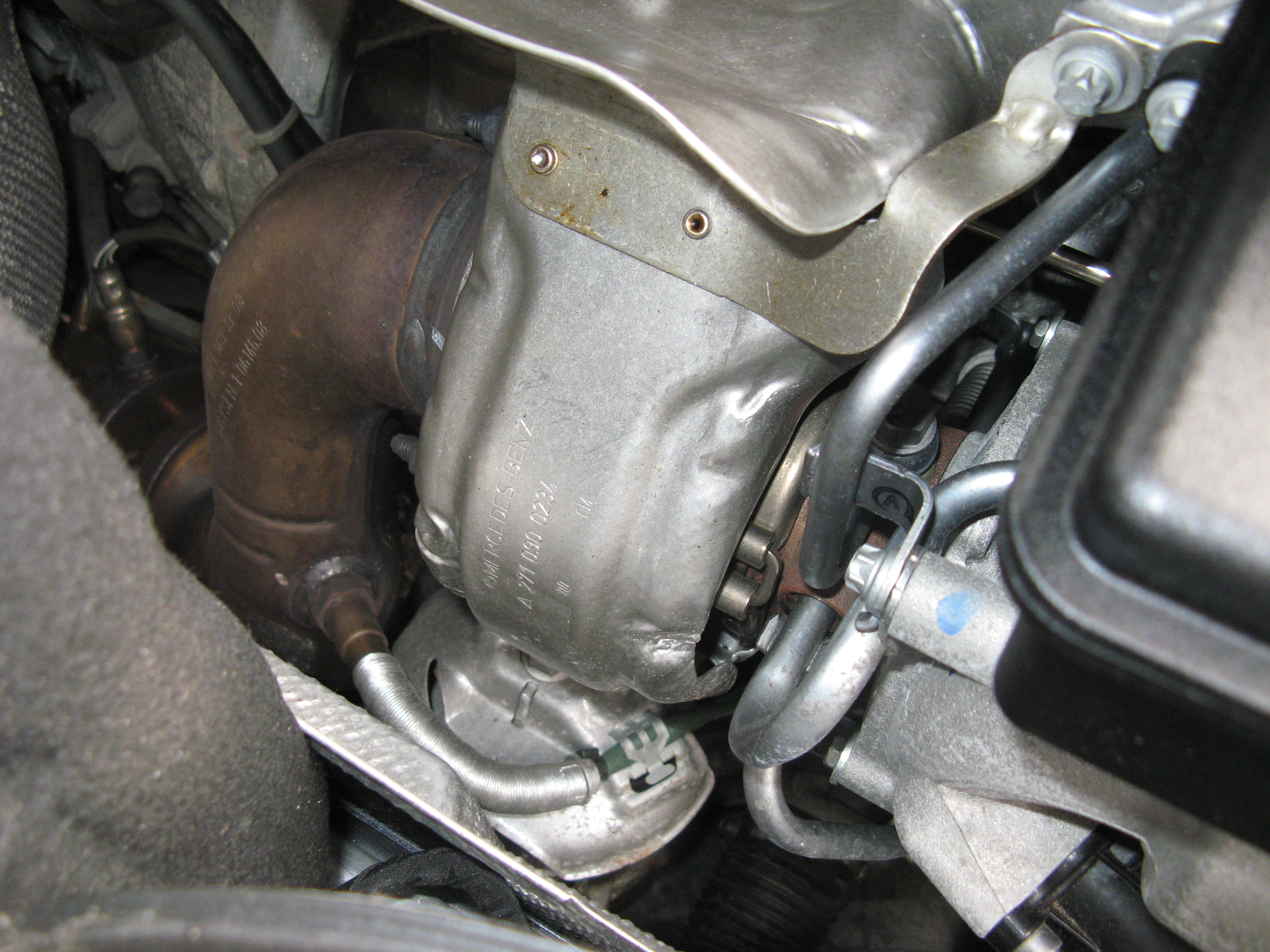
Турбокомпрессор M271

Семейство рядных четырёхцилиндровых (16 клапанов) бензиновых двигателей Mercedes-Benz M271 состоит из версий KE18 ML, DE18 ML, DE18 AL и KE16 ML. Кодовое обозначение KE означает нем. Kanal Einspritzer (впрыск во впускной коллектор, компрессорный наддув), DE — нем. Direct Einspritzer (непосредственный впрыск в цилиндры, турбонаддув). Вес двигателей составляет 167 кг. Газораспределительный механизм — DOHC.
Модификации М271 КЕ, имеющие различные обозначения (180, 200 или 250), отличаются давлением наддува, формой поршней, степенью сжатия и программным обеспечением блока управления. На модификациях M271 DE топливо впрыскивается непосредственно в камеру сгорания двигателя.
Блок цилиндров двигателя М271 отлит из алюминия с залитыми в него чугунными гильзами и идентичен для модификаций КЕ и DE. Высота головки блока — 114,9—115,1 мм. В нижней части установлен уравновешивающий механизм Ланчестера (расположен ниже коленчатого вала двигателя и приводится в движение цепью привода ГРМ) с двумя балансирными валами и интегрированным масляным насосом. В области выпускного коллектора отлит канал, по которому происходит подача вторичного воздуха для продувки катализатора на варианте М271 КЕ. В версии DE этот канал используется также и для рециркуляции отработанных газов.
Алюминиевая головка блока для вариантов КЕ и DE отличается конструкцией в области привалочного фланца впускного коллектора. Кроме того, на варианте КЕ свеча расположена в центре камеры сгорания, а в варианте DE — между впускными каналами. Двигатель с прямым впрыском имеет два впускных канала, то есть поток воздуха делится на две струи, а двигатель с обычным впрыском — один впускной канал. 
Вакуумный насос расположен на заднем торце головки блока цилиндра и приводится выпускным распредвалом. Смазка осуществляется от канала распредвала. Масляный насос интегрирован в корпус механизма Ланчестера и приводится от левого балансировочного вала через понижающий редуктор с прямозубыми цилиндрическими шестернями. Давление масла составляет 2,5—3,0 бар.
Поршни отличаются конструкцией для вариантов КЕ и DE — в первом случае днище поршня плоское (высота поршня 29,9 мм), во втором — имеют профилированные углубления (высота составляет 34,9 мм). Охлаждение осуществляется разбрызгиванием масла под юбку. Шатуны аналогичны применяемым на двигателях М112 и М113 с отломленными крышками.
В отличие от всех предыдущих двигателей Mercedes-Benz на М271 применена бесступенчатая регулировка фаз газораспределения на обоих распредвалах. Формы кулачков на версиях КЕ и DE отличаются кривыми поднятия клапана. На носке каждого из распредвалов установлен механизм изменения фаз, который приводится давлением масла через масляный канал распредвала.
Кулачки выпускного распредвала в версии DE имеют смещённые фазы из-за чего клапана открываются неодновременно. Такой подход позволяет оптимизировать состав отработанных газов до доставки их в катализатор. Формы кулачков на KE- и DE-вариантах различаются — имеют различные кривые поднятия клапана.
Для бесконтактного определения положения распредвалов на двигатель установлены два датчика Холла:
- датчик Холла впускного распредвала В6/4 с технологией ТРО (True Power On);
- датчик Холла выпускного распредвала В6/5 (без технологии ТРО).

Положение распредвала распознается по 180° сегменту на нём. Сигнал датчика равен 12В при прохождении сегмента мимо датчика и 0В в следующие 180°.
Двигатель M271 оснащён двумя системами вентиляции:
- Вентиляция на средних нагрузках с маслоотделителем для средних нагрузок.
- Вентиляция на высоких нагрузках с маслоотделителем для высоких нагрузок.

Вентиляцию на средних нагрузках на двигателе не видно. Она является частью блока цилиндров и закрыта чёрной крышкой. Вентиляция при высоких нагрузках с соответствующим маслоотделителем расположена в крышке клапанного механизма. Масло отделяется от газов в три этапа: объёмный сепаратор — канальный сепаратор — спиральный сепаратор, и стекает в картер. Необходимое разрежение подается по трубке от впускного канала на входе в компрессор.

### KE18 ML

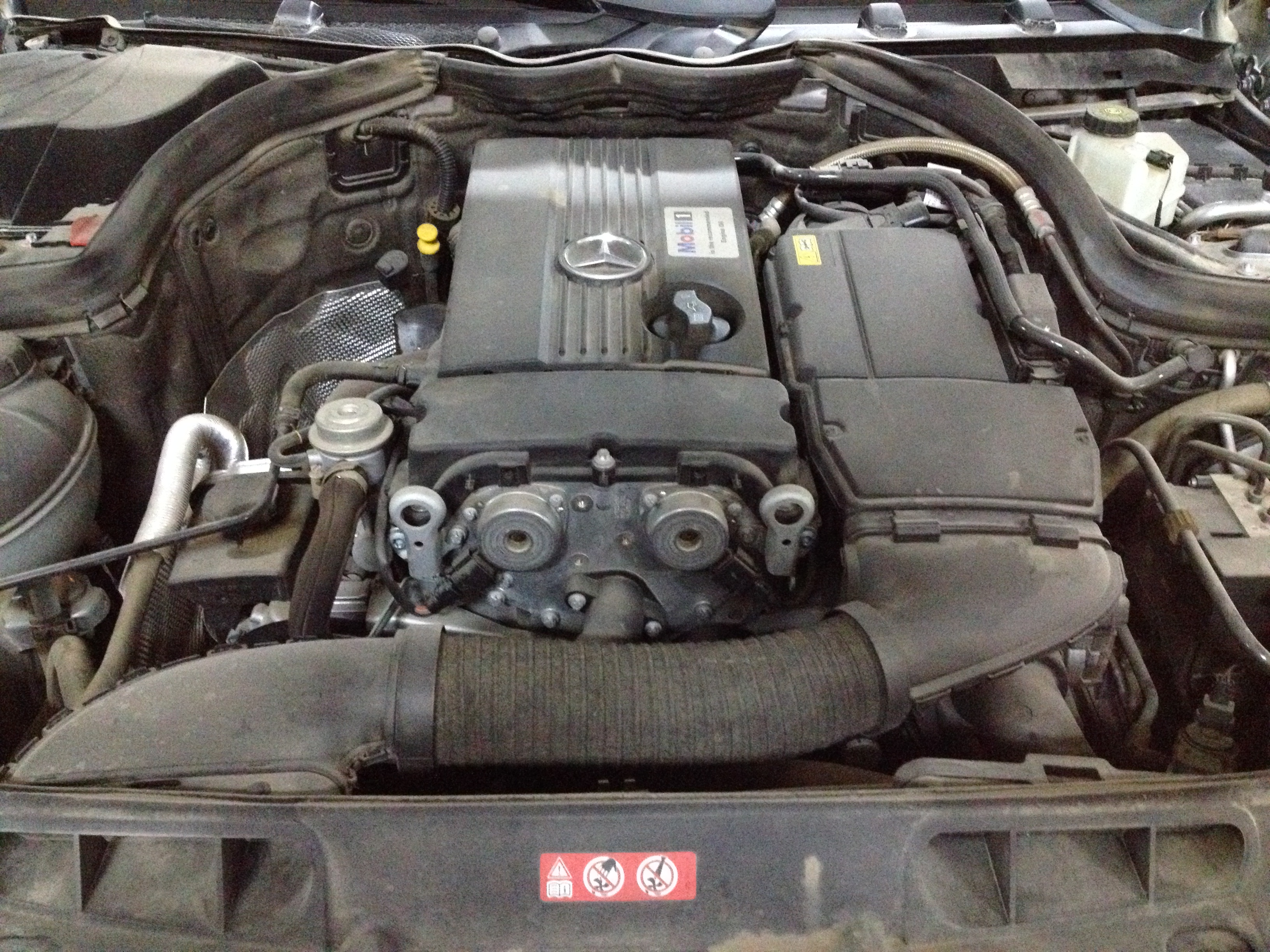
M271 KE18 ML

Версия KE18 ML была представлена в 2002 году. Её рабочий объём составляет 1796 см3. Диаметр цилиндров равен 82 мм, ход поршня — 85 мм. Мощность двигателя варьируется от 122 л.с. (90 кВт) при 5200 об/мин до 192 л.с. (141 кВт) при 5800 об/мин.
Двигатель оснащается последовательным впрыском топлива (система SIM 4 KE от компании Siemens), шатунами из кованой стали, нагнетателем и интеркулером. Топливная смесь поступает из форсунок во впускной коллектор на впускные клапана.

### DE18 ML
Версия DE18 ML с непосредственным впрыском топлива была представлена в 2003 году. Данный двигатель имел те же габариты и почти ту же техническую базу с рабочим объёмом в 1796 см3, что и версия E18 ML, но использовал систему CGI (англ. Charged Gasoline Injection). Мощность двигателя составляла 170 л.с. (125 кВт) при 5300 об/мин.
На протяжении всего цикла выпуска данной версии двигателя он интегрировался только с 6-ступенчатой механической коробкой передач. Производство силового агрегата было оконечно в 2005 году.

### KE16 ML
Версия KE16 ML была представлена в 2008 году. Автомобили с данным силовом агрегатом получили индекс BlueEFFICIENCY. Рабочий объём двигателя понизился до 1597 см3. Диаметр цилиндров составил 82 мм, ход поршня — 75.6 мм. Как и KE18 ML, данный силовой агрегат оснащался нагнетателем и мульти-впрыском топлива. Мощность двигателя варьировалась от 129 л.с. (95 кВт) при 5000 об/мин до 156 л.с. (115 кВт) при 5200 об/мин.

### DE18 AL

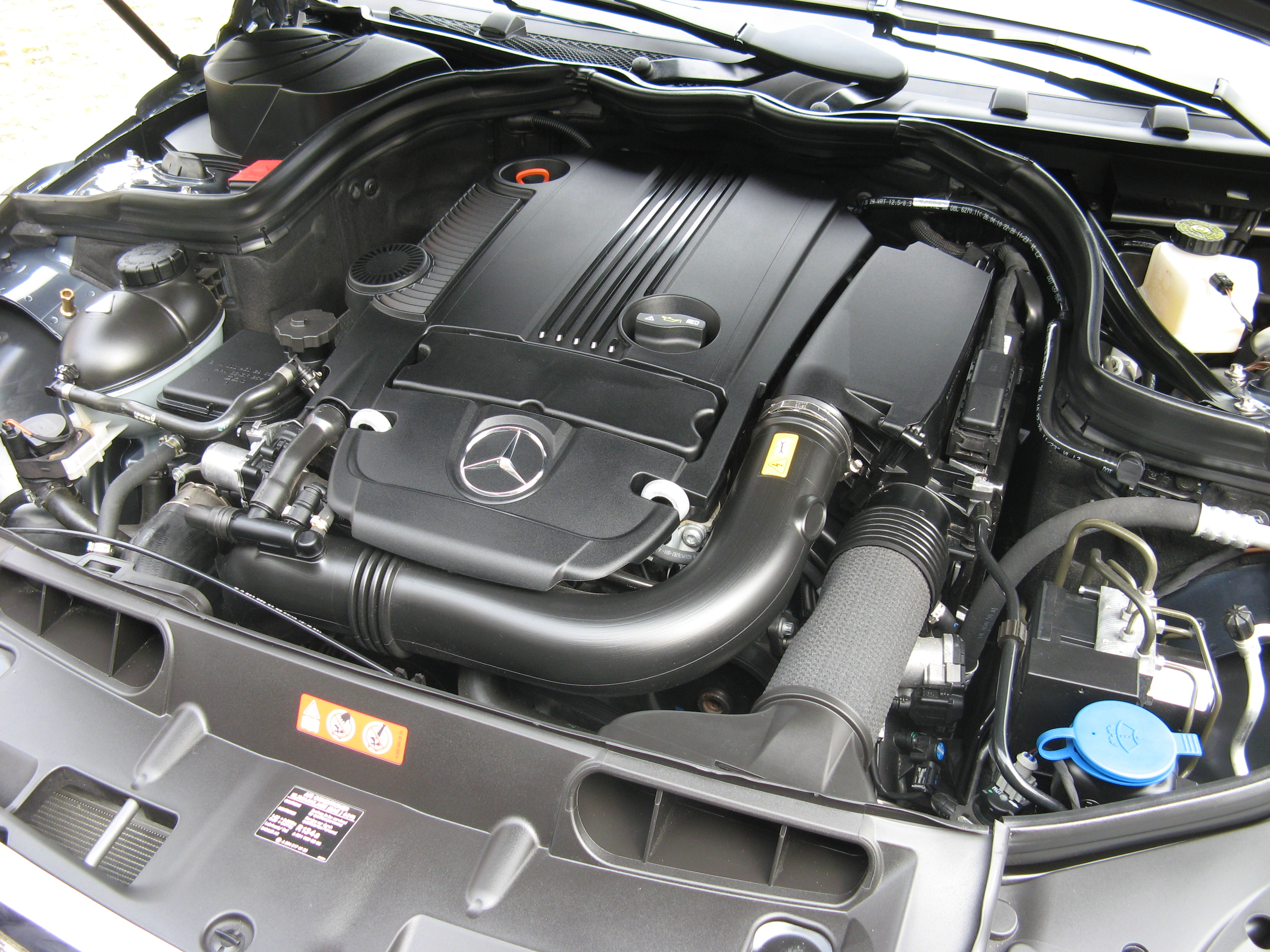
M271 DE18 AL

В сентябре 2009 года компания Mercedes-Benz представила двигатель M271 EVO (EVO от Evolution), который стал последним в данной серии. Габариты силового агрегата остались такими же, как и у версий KE18ML и DE18ML, однако нагнетатель был заменён на более компактный турбонагнетатель, благодаря чему улучшились характеристики шума и вибрации. Как и DE18 ML, данный двигатель использовал систему непосредственного впрыска CGI. Мощность его варьировалась от 156 л.с. (115 кВт) при 5200 об/мин до 204 л.с. (150 кВт) при 5500 об/мин.
Система прямого впрыска получила дальнейшее развитие и оснащалась магнитным инжектором со множеством отверстий, который подавал топливо под углом в 30 градусов. Двигатель стал работать с однородной воздушно-топливной смесью 14,6:1 (лямбда = 1). Под давлением до 140 бар топливо подаётся к форсункам по каналу высокого давления.
Картер выполнен из литого алюминия, головки блока цилиндров изготовлены из специального высокопрочного алюминиевого сплава. Производство шатунов и коленчатого вала, а также обработка деталей и сборка двигателя проходят на заводе в Штутгарте.

## Технические характеристики

### M271

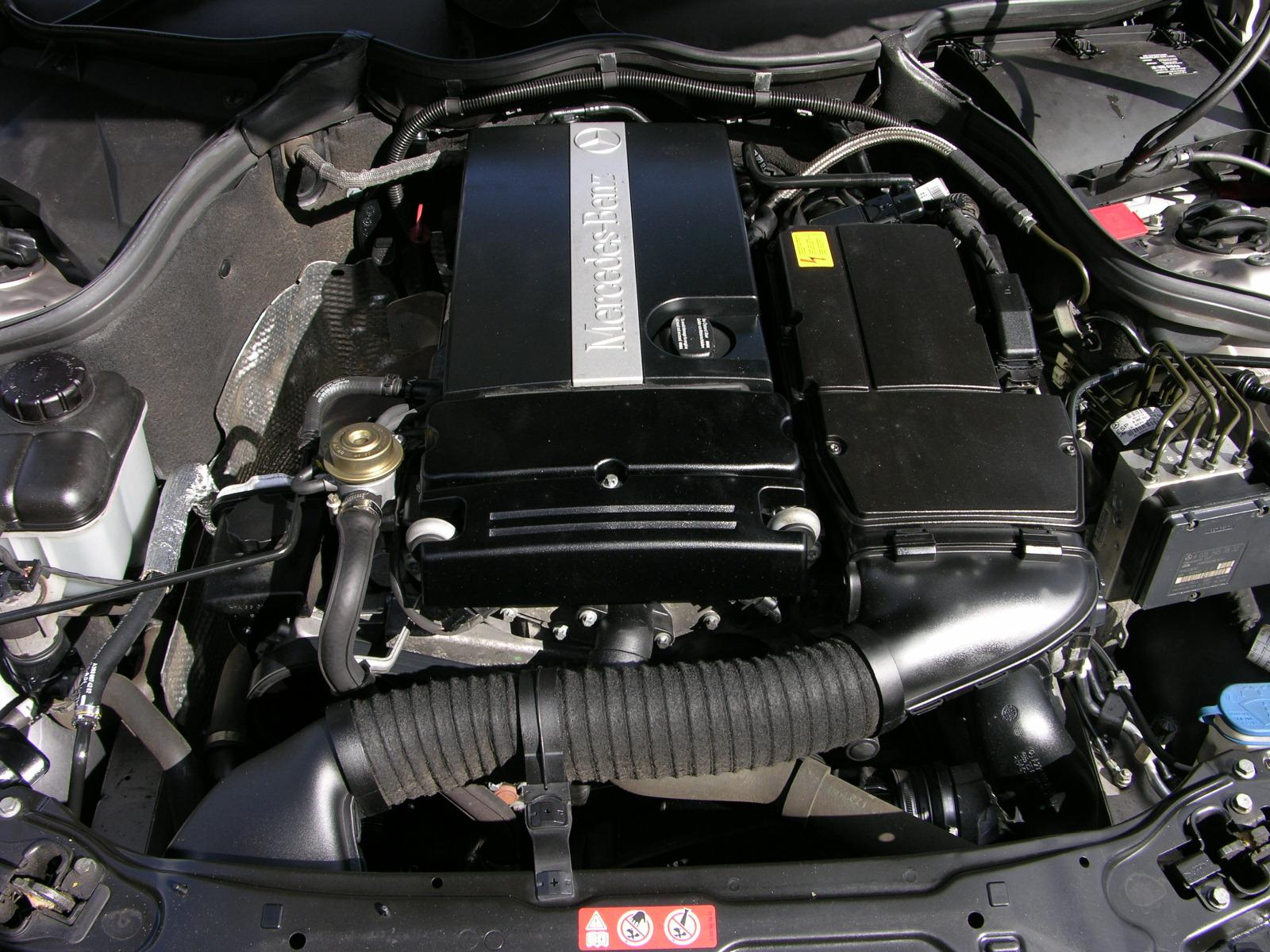
M271 на Mercedes-Benz CLK200 Kompressor

| Рабочий объём: 1597 см3                   |                   |             |                             |                       |                                         |
| CLC 160 BlueEFFICIENCY (CL 203)           | M271 E16 ML       | 271.911     | 95 кВт (129 л.с.) при 5000  | 220 Н·м при 2500–3800 | 2009–2011                               |
| C 180 Kompressor BlueEFFICIENCY (W/S 204) | M271 E16 ML       | 271.910     | 115 кВт (156 л.с.) при 5200 | 230 Н·м при 3000–4500 | 2008–2010                               |
| Рабочий объём: 1796 см3                   |                   |             |                             |                       |                                         |
| C 160 (CL 203)                            | M271 E 18 ML red. | 271.921     | 90 кВт (122 л.с.) при 5200  | 190 Н·м при 1500–4200 | 2005–2006                               |
| C 180 Kompressor (W/S/CL 203)             | M271 E18 ML red.  | 271.946     | 105 кВт (143 л.с.) при 5200 | 220 Н·м при 2500–4200 | 2002–2008                               |
| CLC 180 Kompressor (CL 203)               | M271 E18 ML red.  | 271.946     | 105 кВт (143 л.с.) при 5200 | 220 Н·м при 2500–4200 | 2008–2011                               |
| C 180 Kompressor (W/S 204)                | M271 E18 ML red.  | 271.952     | 115 кВт (156 л.с.) при 5200 | 230 Н·м при 2600–4600 | 2007–2008                               |
| Sprinter 216, 316, 516 (W 906)            | M271 E18 ML       | 271.951     | 115 кВт (156 л.с.) при 5000 | 240 Н·м при 3000–4000 | с 2008                                  |
| Sprinter 316 NGT, 516 NGT (W 906)         | M271 E18 ML NGT   | 271.951 NGT | 115 кВт (156 л.с.) при 5000 | 240 Н·м при 3000–4000 | с 2008 (двухвалентный природный газ)    |
| C 200 Kompressor (W/S/CL 203)             | M271 E18 ML       | 271.940     | 120 кВт (163 л.с.) при 5500 | 240 Н·м при 3000–4000 | 2002–2008                               |
| CLK 200 Kompressor (C/A 209)              | M271 E18 ML       | 271.940     | 120 кВт (163 л.с.) при 5500 | 240 Н·м при 3000–4000 | 2004–2007                               |
| SLK 200 Kompressor (R 171)                | M271 E18 ML       | 271.944     | 120 кВт (163 л.с.) при 5500 | 240 Н·м при 3000–4000 | 2004–2008                               |
| E 200 Kompressor (W/S 211)                | M271 E18 ML       | 271.941     | 120 кВт (163 л.с.) при 5500 | 240 Н·м при 3000–4000 | 2002–2006                               |
| E 200 NGT (W 211)                         | M271 E18 ML NGT   | 271.941 NGT | 120 кВт (163 л.с.) при 5500 | 240 Н·м при 3000–4000 | 2007–2006 (двухвалентный природный газ) |
| C 200 Kompressor (W/S 204)                | M271 E18 ML       | 271.950     | 135 кВт (184 л.с.) при 5500 | 250 Н·м при 2800–5000 | 2007–2010                               |
| CLC 200 Kompressor (CL 203)               | M271 E18 ML       | 271.955     | 135 кВт (184 л.с.) при 5500 | 250 Н·м при 2800–5000 | 2008–2011                               |
| CLK 200 Kompressor (C/A 209)              | M271 E18 ML       | 271.955     | 135 кВт (184 л.с.) при 5500 | 250 Н·м при 2800–5000 | 2007–2010                               |
| SLK 200 Kompressor (R 171)                | M271 E18 ML       | 271.954     | 135 кВт (184 л.с.) при 5500 | 250 Н·м при 2800–5000 | 2008–2011                               |
| E 200 Kompressor (W/S 211)                | M271 E18 ML       | 271.956     | 135 кВт (184 л.с.) при 5500 | 250 Н·м при 2800–5000 | 2006–2009                               |
| E 200 NGT BlueEFFICIENCY (W 211)          | M271 E18 ML NGT   | 271.956 NGT | 120 кВт (163 л.с.) при 5500 | 240 Н·м при 3000–4000 | 2006–2009 (двухвалентный природный газ) |
| C 230 Kompressor (W/S/CL 203)             | M271 E18 ML /1    | 271.948     | 141 кВт (192 л.с.) при 5800 | 260 Н·м при 3500–4000 | 2002–2005                               |
| E 200 NGT BlueEFFICIENCY (W 212)          | M271 E18 ML NGT   | 271.958 NGT | 135 кВт (184 л.с.) при 5500 | 240 Н·м при 3000–4000 | 2011–2013 (двухвалентный природный газ) |
| C 200 CGI (W/S/CL 203)                    | M271 DE18 ML      | 271.942     | 125 кВт (170 л.с.) при 5500 | 250 Н·м при 3500      | 2003–2005                               |
| CLK 200 CGI (C/A 209)                     | M271 DE18 ML      | 271.942     | 125 кВт (170 л.с.) при 5500 | 250 Н·м при 3500      | 2003–2005                               |

### M271 EVO
| Рабочий объём: 1796 см3          |                   |         |                             |                       |           |
| C 180 BlueEFFICIENCY (W/S/C 204) | M271 DE18 AL red. | 271.820 | 115 кВт (156 л.с.) при 5000 | 250 Н·м при 1600–4200 | 2009–2012 |
| C 200 BlueEFFICIENCY (W/S/C 204) | M271 DE18 AL      | 271.820 | 135 кВт (184 л.с.) при 5250 | 270 Н·м при 1800–4600 | 2009–2015 |
| SLK 200 BlueEFFICIENCY (R 172)   | M271 DE18 AL      | 271.820 | 135 кВт (184 л.с.) при 5250 | 270 Н·м при 1800–4600 | 2011–2015 |
| E 200 BlueEFFICIENCY (W/S 212)   | M271 DE18 AL      | 271.860 | 135 кВт (184 л.с.) при 5250 | 270 Н·м при 1800–4600 | 2009–2013 |
| E 200 BlueEFFICIENCY (C/A 207)   | M271 DE18 AL      | 271.820 | 135 кВт (184 л.с.) при 5250 | 270 Н·м при 1800–4600 | 2010–2013 |
| C 250 BlueEFFICIENCY (W/S/C 204) | M271 DE18 AL      | 271.860 | 150 кВт (204 л.с.) при 5500 | 310 Н·м при 2000–4300 | 2009–2015 |
| SLK 250 BlueEFFICIENCY (R 172)   | M271 DE18 AL      | 271.860 | 150 кВт (204 л.с.) при 5500 | 310 Н·м при 2000–4300 | 2011–2015 |
| E 250 BlueEFFICIENCY (W/S 212)   | M271 DE18 AL      | 271.860 | 150 кВт (204 л.с.) при 5500 | 310 Н·м при 2000–4300 | 2009–2013 |
| E 250 BlueEFFICIENCY (C/A 207)   | M271 DE18 AL      | 271.860 | 150 кВт (204 л.с.) при 5500 | 310 Н·м при 2000–4300 | 2009–2013 |

* Расшифровка сокращений: M = Мотор (Отто), Серия = 3 цифры, E = Впрыск в коллектор, DE = Непосредственный впрыск, M = Компрессор, A = Турбонаддув, L = охлаждение наддувного воздуха , red. = сниженные характеристики, NGT = Технология природного газа.

### Сервисные книги, руководства по ремонту
- Mercedes-Benz E-Class: Petrol WORKSHOP MANUAL W210 & W211 Series 2000 - 2006. — Brooklands Books, 2013. — С. 53. — 193 с. — ISBN 9781855207295.